# Новоборисовка (Костанайская область)
Новоборисовка (каз. Новоборисовка) — упразднённое село в Фёдоровском районе Костанайской области Казахстана. Ликвидировано в 2009 году. Входило в состав Пешковского сельского округа.

## Население
В 1999 году население села составляло 319 человек (285 мужчин и 34 женщины).